# サン・プロスペロ
サン・プロスペロ（伊: San Prospero）は、イタリア共和国エミリア＝ロマーニャ州モデナ県にある、人口約6,100人の基礎自治体（コムーネ）。

## 地理

### 位置・広がり

#### 隣接コムーネ
隣接するコムーネは以下の通り。
- ボンポルト
- カンポサント
- カルピ
- カヴェッツォ
- メドッラ
- ソリエーラ

### 気候分類・地震分類
サン・プロスペロにおけるイタリアの気候分類 (it) および度日は、zona E, 2199 GGである。
また、イタリアの地震リスク階級 (it) では、zona 3 (sismicità bassa) に分類される。

## 行政

### 分離集落
サン・プロスペロには、以下の分離集落（フラツィオーネ）がある。
- San Martino sul Secchia, San Lorenzo della Pioppa, San Pietro in Elda, Staggia

## 人物

### 著名な出身者
- フランコ・ネロ - 俳優
- ステファノ・モデナ - 元F1ドライバー